# メアリー・ケイ・バーグマン
メアリー・ケイ・バーグマン（Mary Kay Bergman、1961年6月5日 - 1999年11月11日）は、アメリカ合衆国の女性声優。夫は俳優、声優のディーノ・アンドレイド。

## 生い立ち
ロサンゼルス生まれ。両親はユダヤ系だが、彼女はローマ・カトリックを信仰していた。小学校から高校まで首席で卒業し、カリフォルニア大学ロサンゼルス校に入学。そこで舞台芸術を専攻し、3年時に自主演劇の配役を得たことをきっかけに大学を中退する。

## キャリア
大学中退後、演技指導者のハリー・マストロジョージに師事。その後、400本以上のコマーシャル、アニメに出演。そして1989年、ディズニーの『白雪姫』の声にアドリアナ・カセロッティの後任として抜擢される。その後、数々のディズニー映画に脇役ながら出演し、1999年に死去するまでそれらの地位を不動のものとし、白雪姫の声を演じ続ける。

### 『サウスパーク』の声優として
1996年、トレイ・パーカーとマット・ストーン原作の短編アニメ「Spirit of Christmas」に基づいたパイロット版を製作するにあたり、バーグマンが女性キャラクターの声に抜擢された。それがアニメ『サウスパーク』である。
1997年、『サウスパーク』はテレビアニメとしてコメディ・セントラルで本放映される。本作でバーグマンは幅広い声域を活かし、殆どの全女性キャラクターを彼女一人で担当して演じた。放送初回から彼女の名は「シャネン・キャシディ（Shannen Cassidy）」と実名を伏せてクレジットされる。それには彼女自身の名前を伏せることにより自分を解放し、再発見したいという思いが込められていた。
その後、『サウスパーク』は予想を超える莫大な人気を博す。そして、「シャネン・キャシディ」自体の人気も高まり、製作側が本当の事実を視聴者に伝える時が来たと感じた為、第2シーズンの途中から実名がクレジットされるようになる。
『サウスパーク』で彼女の担当する女性キャラクターは子供からお年寄りまでバラエティに富んだ多種多様な声でそれぞれのキャラクターの個性や性格を作ることに貢献した。
1999年に映画『サウスパーク/無修正映画版』が公開。その中で彼女は16の異なる声を演じ、挿入歌「Blame Canada（ブレイム・カナダ）」ではシーラ・ブロフロフスキーを始めとする異なる9の女性キャラクターの声でほぼ全パート歌う。彼女が歌った「ブレイム・カナダ」はアカデミー歌曲賞に、バーグマン自身はシーラ・ブロフロフスキー役としてアニー賞にノミネートされる。

## 拳銃自殺
1999年11月11日、バーグマンはラジオにてディズニーランド45周年アニバーサリーのトークショーに出演。その日の晩、夫のディーノと友人のジョン・ベルに宛てて2通のメモを残し、ピストルで頭を撃ち、自らの命を絶った。38歳没。
メモには「もはや恐怖感をどうすることもできない」とあった。生前、彼女は重い鬱に悩まされていた（彼女の夫は全般性不安障害であったのではないかと考えている）。
彼女のウェブサイトは、訪問客が彼女の業績を偲び、しばらくの間ゲストブックとなった。現在、元のサイトは生前のままに復元されている。
彼女の没後6日後の1999年11月17日放送の「宇宙戦士! 腹ぺこマーヴィン(Starvin' Marvin In Space)」の冒頭で黒バック・白文字で「In Memory Mary Kay Bergman（このエピソードをメアリー・ケイ・バーグマンに捧ぐ）」と追悼文が出る。そして、このエピソードにはレギュラーの女性キャラが一人も喋らなかった。
彼女の『サウスパーク』での最後の出演は、1999年12月1日放送の「Mr．ハンキーのクリスマスDEショー(Mr. Hankey's Christmas Classics)」であり、番組の終盤に流れた挿入歌「Have Yourself a Merry Little Christmas」では、彼女が担当してきた女性キャラクター達の映像を流すことによって、製作側はバーグマンへの追悼を表した。
『サウスパーク』における女性キャラクターの彼女の後任はエリザ・シャイダー。シーラ・ブロフロフスキーの後任はモナ・マーシャル。
彼女の没後、自殺を防ぐ活動のために、「メアリ・ケイ・バーグマン記念基金」が創設される。

## 出演作品

### テレビアニメ
- Oops!フェアリーペアレンツ（ミス・ビッグフット）
- カウ&チキン（サンディ）
- キャプテン・プラネット（ドクター・ブライト（2代目）、ペティ）
- サウスパーク（シャロン・マーシュ、シーラ・ブロフロフスキー、ウェンディ・テスタバーガー 、リアン・カートマン、シェリー・マーシュ、キャロル・マコーミック、マクダニエルズ市長、ビクトリア校長、クラブツリー、看護婦ゴラム、他）
- スパイダーマン（グウェン・ステイシー）
- スペース・レンジャー バズ・ライトイヤー（エイリアンの少年、エイリアンの母親）
- ゾロ（ウルスラ）
- ヘラクレス（アルテミス）
- ラグラッツ（フレンドリー）
- リトル・マーメイド（アリスタ）

### 劇場アニメ
- アイアン・ジャイアント（ホーガース・ヒューズのいびき及び叫び声、子供達、ウェイトレス、他）[1]
- サウスパーク/無修正映画版（シャロン・マーシュ、シーラ・ブロフロフスキー、ウェンディ・テスタバーガー 、リアン・カートマン、シェリー・マーシュ、キャロル・マコーミック、マクダニエルズ市長、看護婦ゴラム　クリトリス、他）
- トイ・ストーリー2（ジェシー（ヨーデル部分）、他）
- ノートルダムの鐘（カジモドの母、他）
- 美女と野獣（パープリン）
- ヘラクレス（地震女性、他）
- ムーラン（女の祖先）

### OVA
- スクービー・ドゥーのゾンビ島（ダフネ）
- スクービー・ドゥー　宇宙からの侵略者?!（ダフネ）
- バットマン サブゼロ 凍りついた愛（バーバラ・ゴードン/バットガール）
- バルト 新たなる旅立ち（グズリ3、キツネ）※遺作

### ゲーム
- Xファイル（FBIエージェント）
- スター・ウォーズ エピソード1/ファントム・メナス（商人、迷子）

### 映画
- 奇蹟の輝き（女の声、少年の声）
- スチュアート・リトル
- ディープ・ブルー（バードの声）

### テレビ映画
- アニー2（キャロル・クリーヴランドのボイスダブル、ニューヨークの子供の声、イギリスの子供の声）

### テレビドラマ
- ビバリーヒルズ高校白書（映画の女優の声）
- 炎のテキサス・レンジャー（看護婦の声、婦警の声、スチュワーデスの声）

### 吹き替え
- 僕は、パリに恋をする（スチュワーデス）

### その他
- 白雪姫DVD映像特典（白雪姫）
- スクービードゥー プロジェクト（ダフネの声）